# Chi Đậu răng ngựa
Chi Đậu răng ngựa hay còn gọi chi liên đậu (danh phap khoa học: Vicia), là một chi thực vật có hoa trong họ Đậu.

## Các loài
- Vicia abbreviata
  - Vicia abbreviata subsp. balansae
  - Vicia abbreviata subsp. montenegrina
  - Vicia abbreviata subsp. orbelica
- Vicia abyssinica
- Vicia acerosa
  - Vicia acerosa var. angustifolia
- Vicia acicularis
- Vicia acutifolia Elliott, 1816
- Vicia adriatica
- Vicia aegaea
- Vicia afghanica
- Vicia agerii
- Vicia agrigentinum
- Vicia aintabensis
- Vicia akhmaganica
- Vicia alba
- Vicia albescens
- Vicia albicans
- Vicia alpestris
- Vicia alpina
- Vicia alternans
- Vicia alternifolia
- Vicia altissima Desf.
- Vicia ambigua
- Vicia americana Muhl. ex Willd.
  - Vicia americana subsp. mexicana
  - Vicia americana subsp. minor
  - Vicia americana subsp. oregana
  - Vicia americana subsp. truncata
  - Vicia americana var. angustifolia
  - Vicia americana var. bungei
  - Vicia americana var. linearis
  - Vicia americana var. minor
  - Vicia americana var. oregana
  - Vicia americana var. pallida
  - Vicia americana var. villosa
- Vicia amoena Fisch.
  - Vicia amoena f. albiflora
  - Vicia amoena subsp. sericea
- Vicia amphicarpa
- Vicia amphicarpos
- Vicia amurensis Oett. (= V. japonica sensu auct non A.Gray)
  - Vicia amurensis f. alba
  - Vicia amurensis f. sanneensis
  - Vicia amurensis var. pallida
- Vicia anatolica Turrill
- Vicia anderssonii
- Vicia andicola Kunth
  - Vicia andicola var. galbina
  - Vicia andicola var. matthewsii
- Vicia andina
- Vicia angulata
- Vicia angulosa
- Vicia angustifolia
  - Vicia angustifolia subsp. angustifolia
  - Vicia angustifolia subsp. pseudoangustifolia
  - Vicia angustifolia subsp. segetalis
- Vicia angustipinnata
- Vicia anisodonta
- Vicia anomala
- Vicia antiqua
- Vicia aphylla
- Vicia apiculata
- Vicia aquitanica
- Vicia araucana
- Vicia arenivaga
- Vicia argaea
- Vicia argentea Lapeyr.
  - Vicia argentea subsp. serinica
- Vicia arietina
- Vicia aristata
- Vicia armena
- Vicia articulata Hornem. – bard vetch
- Vicia arvernensis
- Vicia asiatica
- Vicia assyriaca Boiss.
- Vicia astragaloides
- Vicia atlantica
- Vicia atropurpurea
  - Vicia atropurpurea f. alba
- Vicia aucheri
- Vicia aurantia
- Vicia australis
- Vicia azurea
- Vicia baborensis
- Vicia bacla
- Vicia bactra
- Vicia baetica
- Vicia baicalensis
- Vicia bakeri Ali (= V. sylvatica Benth.)
- Vicia balansae
- Vicia barbazitae
- Vicia basaltica Plitmann
- Vicia basilei
- Vicia benghalensis L.
- Vicia benthamiana
- Vicia berteroana
- Vicia bicolor
- Vicia bidentata
- Vicia biebersteinii
- Vicia biennis L.
- Vicia bifolia
- Vicia bifoliolata
- Vicia bijuga
  - Vicia bijuga var. longipes
- Vicia bithynica (L.) L.
- Vicia bivonea
- Vicia blakelockiana
- Vicia bobartii
- Vicia boetica
- Vicia bogotensis
- Vicia bohemica
- Vicia boissieri
- Vicia bombycina
- Vicia brachyodonta
- Vicia brachytropis
- Vicia bracteata
- Vicia branchitropis
- Vicia bungei Ohwi
- Vicia bythynica
- Vicia caesarea
- Vicia caespitosa
- Vicia calcarata
- Vicia californica
  - Vicia californica var. madrensis
- Vicia callianthema
- Vicia calycina
- Vicia campestris
- Vicia canadensis
- Vicia canariensis
- Vicia candolleana
- Vicia canescens Labill.
  - Vicia canescens subsp. argentea
- Vicia canifolia
- Vicia capensis
- Vicia capitata
- Vicia cappadocica Boiss. & Balansa
- Vicia capreolata
- Vicia carnea
- Vicia caroliniana Walter
  - Vicia caroliniana var. texana
- Vicia cassia
- Vicia cassubica L.[2]
- Vicia cavanillesii
- Vicia cedretorum
- Vicia chaetocalyx
- Vicia chianshanensis
- Vicia chilensis
- Vicia chinensis
- Vicia chlorantha
- Vicia chosenensis
- Vicia ciceroidea
- Vicia ciliaris
- Vicia ciliata
- Vicia ciliatula
- Vicia cilicia
- Vicia cinerea
- Vicia cirrhosa
- Vicia claessensi
- Vicia closiana
- Vicia clymenum
- Vicia communis
- Vicia commutata
- Vicia consentina
- Vicia consobrina
- Vicia conspicua
- Vicia copelandi
- Vicia coquimbensis
- Vicia cordata
- Vicia coreana
- Vicia coris
- Vicia cornigera
- Vicia corsica
- Vicia cosentini
- Vicia costae
- Vicia costata
  - Vicia costata subsp. ciceroidea
  - Vicia costata subsp. venulosa
- Vicia coxi
- Vicia cracca L. 
  - Vicia cracca subsp. grossheimii
  - Vicia cracca subsp. kitaibeliana
  - Vicia cracca subsp. oreophila
  - Vicia cracca subsp. stenophylla
- Vicia craccoides
- Vicia cretica
- Vicia crocea
- Vicia cruenta
- Vicia cuneata
- Vicia cuneiformis
- Vicia cusnae Foggi & Ricceri
- Vicia cuspidata Boiss.
- Vicia cypria Unger & Kotschy
- Vicia dadianorum
- Vicia dalmatica
- Vicia darapskyana
- Vicia dasycarpa
- Vicia davisii
- Vicia davurica
- Vicia debilis
- Vicia deflexa
- Vicia delmasii
- Vicia dennesiana
- Vicia dentata
- Vicia depauperata
- Vicia desertorum
- Vicia dianthes
- Vicia dichroantha
- Vicia diomedis
- Vicia dionysiensis
- Vicia disperma DC. (= V. parviflora Loisel.)
- Vicia dissitifolia
- Vicia disticha
- Vicia diversifolia
- Vicia djimilensis
- Vicia douglasii
- Vicia drymeja
- Vicia dubia
- Vicia dumetorum L.
- Vicia dumicola
- Vicia durandii
- Vicia durbrowi
- Vicia ecirrata
- Vicia ecirrhata
- Vicia ecirrhosa
- Vicia elegans
- Vicia elegantissima
- Vicia embergeri
- Vicia epetiolaris
- Vicia equina
- Vicia erecta
- Vicia eriocarpa
- Vicia eristalioides
- Vicia erviformis
- Vicia ervilia (L.) Willd.
- Vicia ervilla
- Vicia ervoides
- Vicia erzurumica
- Vicia esculenta
- Vicia esdraelonensis Warb. & Eig
- Vicia esdraelonica
- Vicia excisa
  - Vicia exigua var. californica
  - Vicia exigua var. hassei
- Vicia exstipulata
- Vicia faba L.
  - Vicia faba var. equina
  - Vicia faba var. faba
  - Vicia faba var. minuta
- Vicia fagonii
- Vicia fairchildiana
- Vicia fauriac
- Vicia fauriae
- Vicia fauriei
- Vicia fedtschenkoana
- Vicia fernandezi
- Vicia ferreirensis
- Vicia ferruginea
- Vicia filicaulis Webb & Berthel.
- Vicia fimbriata
- Vicia fischeri
- Vicia flavida
- Vicia fleischeri
- Vicia floridana S. Watson
- Vicia fodinarum
- Vicia foetens
- Vicia fontanesiana
- Vicia formosa
- Vicia forsteri
- Vicia freyniana
- Vicia frutescens
- Vicia fulgens Batt.
- Vicia galeata Boiss.
- Vicia galegifolia
- Vicia galilaea Plitmann & Zohary
  - Vicia galilaea var. faboidea
- Vicia galloprovincialis
- Vicia garbiensis
- Vicia gayi
- Vicia gemella
- Vicia geminiflora
- Vicia gerardi
- Vicia giacominiana
- Vicia gigantea Bunge
- Vicia giraudiasi
- Vicia glabra
- Vicia glabrescens
- Vicia glareosa
- Vicia glauca C.Presl
  - Vicia glauca subsp. giennense
- Vicia godroni
- Vicia graccha
- Vicia gracilior
- Vicia gracilis
- Vicia graminea Sm.
  - Vicia graminea var. bidentata
  - Vicia graminea var. grata
  - Vicia graminea var. heterophylla
  - Vicia graminea var. lessoni
  - Vicia graminea var. multiflora
  - Vicia graminea var. nigricarpa
  - Vicia graminea var. pauciflora
  - Vicia graminea var. robustior
  - Vicia graminea var. setifolia
  - Vicia graminea var. transiens
- Vicia grandiflora Scop. (= V. kitaibeliana)
  - Vicia grandiflora subsp. biebersteinii
  - Vicia grandiflora subsp. sordida
- Vicia grata
- Vicia gregaria
- Vicia grenieri
- Vicia griffithii
- Vicia guyoti
- Vicia hajastana
- Vicia halleri
- Vicia hassei S.Watson
- Vicia hedysaroides
- Vicia helvetica
- Vicia heptajuga
- Vicia heracleotica
- Vicia heterophylla
- Vicia hetoropus
- Vicia hexameri
- Vicia hirsuta (L.) Gray
  - Vicia hirsuta var. hefeiana
- Vicia hirsutissima
- Vicia hirta
- Vicia hirticalycina
- Vicia hololasia Woronow
- Vicia hookeri
- Vicia hookeriana
- Vicia hugeri
- Vicia hulensis Plitmann
- Vicia humilis Kunth
- Vicia hungarica
- Vicia hupehensis
- Vicia hyaeniscyamus
- Vicia hybrida L.
- Vicia hypolasia
- Vicia hyrcanica Fisch. & C.A. Mey.
  - Vicia hyrcanica subsp. assyriaca
  - Vicia hyrcanica subsp. megalodonta
  - Vicia hyrcanica subsp. noeana
- Vicia iberica
- Vicia imbricata
- Vicia incana
  - Vicia incana f. nugarrae
- Vicia incisa M. Bieb.
- Vicia incisiformis
- Vicia inconspicua
- Vicia incurva
- Vicia intermedia
- Vicia iranica
- Vicia janeae
- Vicia japonica A.Gray
  - Vicia japonica subsp. pallida
  - Vicia japonica var. pallida
- Vicia jauberti
- Vicia jeniseensis
- Vicia johannis
  - Vicia johannis var. ecirrhosa
  - Vicia johannis var. procumbens
- Vicia kalakhensis
- Vicia keatingi
- Vicia khokhriakovii
- Vicia kingii
- Vicia kioshanica
- Vicia kitaibeliana
- Vicia kitaibelii
- Vicia koeieana
- Vicia kokanica
- Vicia kotschyana
- Vicia kulingana
- Vicia laeta Ces.
- Vicia laevigata
- Vicia lagopus
- Vicia lanceolata
- Vicia lanciformis
- Vicia larissae
- Vicia lathyroides Linnaeus
- Vicia latibracteolata
  - Vicia latibracteolata var. acerosa
- Vicia laxiflora Brot.
- Vicia leavenworthii
  - Vicia leavenworthii var. occidentalis
  - Vicia leavenworthii var. typica
- Vicia lecomtei
- Vicia lens
- Vicia lenticula
- Vicia lentiformis
- Vicia lentoides
- Vicia leptantha
- Vicia leptocarpa
- Vicia leptophylla
- Vicia lerchenfeldiana
- Vicia leucantha
- Vicia leucomalla
- Vicia leucophaea Greene
  - Vicia leucophaea var. mediocincta
- Vicia leucosperma
- Vicia leyboldi
- Vicia lilacina Ledeb.
- Vicia linearifolia Hook. & Arn. (= V. parviflora Hook. & Arn.)
- Vicia linearis
  - Vicia linearis var. caespitosa
- Vicia lineata
- Vicia linnaei
- Vicia littoralis
- Vicia litvinovii
- Vicia loiseleurii (M.Bieb.) Litv. (= V. pubescens sensu auct. fl. Cauc.)
- Vicia lomensis
- Vicia longicuspis
- Vicia longidentata
- Vicia longifolia
- Vicia loweana
- Vicia ludoviciana Nutt. ex Torr. & A. Gray
  - Vicia ludoviciana subsp. leavenworthii
  - Vicia ludoviciana var. laxiflora
  - Vicia ludoviciana var. texana
  - Vicia ludoviciana var. typica
- Vicia luganensis
- Vicia lunata
  - Vicia lunata subsp. grandiflora
- Vicia lusitanica
- Vicia lutea L.
  - Vicia lutea subsp. cavanillesii
- Vicia lutescens
- Vicia macraei
- Vicia macrantha
  - Vicia macrantha subsp. olchonensis
- Vicia macrocarpa
- Vicia macrograminea
- Vicia macrophylla
- Vicia maculata
- Vicia magellanica Hook. f.
  - Vicia magellanica var. andicola
  - Vicia magellanica var. dianthes
- Vicia mairei
- Vicia malosana
- Vicia martini
- Vicia matthewsii
  - Vicia matthewsii var. lessoni
- Vicia mauritanica
- Vicia media
- Vicia mediocincta
- Vicia megalosperma
- Vicia megalotropis
- Vicia melanops Sm.
- Vicia melilotoides
- Vicia menziesii Spreng.
- Vicia mexicana
- Vicia meyeri
- Vicia michauxii Spreng.
- Vicia michelli
- Vicia micrantha
- Vicia microphylla
- Vicia militans
- Vicia minima
- Vicia minuta
- Vicia minutiflora F.G. Dietr.
- Vicia mitchelli
- Vicia modesta
- Vicia mollis
- Vicia monadelpha
- Vicia monantha Retz.
  - Vicia monantha subsp. calcarata
  - Vicia monantha subsp. triflora
  - Vicia monantha var. cinerea
- Vicia monanthos
- Vicia monardii
- Vicia monosperma
- Vicia montana
- Vicia montbretii Fisch. & C.A. Mey.
- Vicia montenegrina
- Vicia montevidensis Vogel
  - Vicia montevidensis var. macrocarpa
- Vicia moorei
- Vicia morenonis
  - Vicia morenonis var. burmeisteri
- Vicia morisiana
- Vicia mucronata
- Vicia multicaulis
  - Vicia multicaulis subsp. macrantha
  - Vicia multicaulis subsp. popovii
- Vicia multifida
- Vicia multiflora
- Vicia multijuga
- Vicia murbeckii
- Vicia musquinez
- Vicia nana
- Vicia narbonensis L. (= V. serratifolia sensu auct. non Jacq.)
  - Vicia narbonensis f. joannis
  - Vicia narbonensis subsp. faboidea
  - Vicia narbonensis subsp. galilaea
  - Vicia narbonensis var. jordanica
  - Vicia narbonensis var. salmonea
  - Vicia narbonensis var. serratifolia
- Vicia nataliae
- Vicia nebrodensis
- Vicia neglecta
- Vicia nemoralis
- Vicia nervata
- Vicia nigra
- Vicia nigricans Hook. & Arn.
  - Vicia nigricans subsp. gigantea (= V. gigantea Hook.)
- Vicia nipponica
  - Vicia nipponica var. ramosa
- Vicia nissoliana
  - Vicia nissoliana subsp. sojuchica
- Vicia nodosa
- Vicia noeana Reut. ex Boiss.
- Vicia nordmanniana
- Vicia notata
- Vicia nummularia
  - Vicia nummularia var. macrophylla
- Vicia obcordata
- Vicia obscura
  - Vicia obscura var. guaranitica
- Vicia ocalensis R.K. Godfrey & Kral
- Vicia occulta
- Vicia ochroleuca
  - Vicia ochroleuca subsp. atlantica
  - Vicia ochroleuca subsp. baborensis
- Vicia ohwiana
- Vicia oiana
- Vicia olbiensis
- Vicia olchonensis
- Vicia onobrychioides L.
  - Vicia onobrychioides subsp. alborosea
- Vicia onusta
- Vicia orbelica
- Vicia oregana
- Vicia oreophila
- Vicia orientalis
- Vicia oroboides Wulfen
- Vicia orobus DC.
- Vicia palaestina Boiss.
- Vicia pallens
- Vicia pallida
- Vicia pampicola
  - Vicia pampicola var. burkartii
- Vicia pannonica Crantz
  - Vicia pannonica subsp. pannonica
  - Vicia pannonica subsp. striata
- Vicia paposana
- Vicia paruviana
- Vicia parviflora Cav. (= V. tenuissima)
- Vicia parvula
- Vicia patagonica
  - Vicia patagonica var. depauperata
- Vicia patula
- Vicia paucifolia
- Vicia paucijuga
- Vicia pectinata
- Vicia peduncularis
- Vicia pedunculata
- Vicia pellucida
- Vicia perangusta
  - Vicia perangusta var. latiuscula
- Vicia peregrina L.
  - Vicia peregrina subsp. aintabensis
  - Vicia peregrina subsp. curvituba
  - Vicia peregrina subsp. megalosperma
  - Vicia peregrina subsp. michauxii
  - Vicia peregrina subsp. persepolitana
  - Vicia peregrina var. parvisperma
- Vicia perelegans
- Vicia perennis
- Vicia perretii
- Vicia persepolitana
- Vicia persica
- Vicia peruviana
- Vicia pichleri
- Vicia picta
- Vicia pilisiensis
- Vicia pilosa
- Vicia pimpinelloides
- Vicia pinardi
- Vicia pinetorum
- Vicia piscidia
- Vicia pisicarpa
- Vicia pisiformis L.
- Vicia platensis
- Vicia platycarpos
- Vicia plumosa
- Vicia podocarpa
- Vicia polymorpha
- Vicia polyphylla
- Vicia polysperma
- Vicia pontica
- Vicia popovii
- Vicia porphyrea
- Vicia portosanctana
- Vicia portosantana
- Vicia pratensis
- Vicia producta
- Vicia produota
- Vicia pseudocassubica
- Vicia pseudohirsuta
- Vicia pseudo-orobus Fisch. & C. A. Mey.
  - Vicia pseudorobus f. albiflora
  - Vicia pseudorobus f. breviramea
- Vicia pubescens (DC.) Link
- Vicia pulchella Kunth
  - Vicia pulchella subsp. mexicana
- Vicia pumila
- Vicia punctata
- Vicia purpurascens
- Vicia purpurea
- Vicia pusilla
- Vicia pygmaea
- Vicia pyrenaica Pourr.
- Vicia qatmensis
- Vicia quadrijuga
- Vicia quinquenervia
- Vicia rafigae
- Vicia ramosissima
- Vicia ramuliflora (Maxim.) Ohwi
  - Vicia ramuliflora f. abbreviata
  - Vicia ramuliflora f. baicalensis
  - Vicia ramuliflora f. chianschanensis
- Vicia rapunculus
- Vicia rechingeri
- Vicia remrevillensis
- Vicia repens
- Vicia rerayensis
- Vicia retusa
- Vicia reuteriana
- Vicia rifea
- Vicia rigida
- Vicia rigidula
- Vicia rosani
- Vicia rotundifolia
- Vicia saffordi
- Vicia salaminia
- Vicia salisii
- Vicia sallei
- Vicia sativa L.
  - Vicia sativa f. elaiosperma
  - Vicia sativa f. immaculata
  - Vicia sativa f. intermedia
  - Vicia sativa f. leganyana
  - Vicia sativa f. platysperma
  - Vicia sativa f. roseola
  - Vicia sativa f. rosiflora
  - Vicia sativa f. truncata
  - Vicia sativa subsp. angustifolia
  - Vicia sativa subsp. consobrina
  - Vicia sativa subsp. linearifolia
  - Vicia sativa subsp. nigra
  - Vicia sativa subsp. pilosa
  - Vicia sativa subsp. sativa
  - Vicia sativa subsp. segetalis
  - Vicia sativa subsp. stenophylla
  - Vicia sativa subsp. terana
  - Vicia sativa var. angustifolia
  - Vicia sativa var. ecirrhosa
  - Vicia sativa var. glabrescens
  - Vicia sativa var. heterophylla
  - Vicia sativa var. obovata
  - Vicia sativa var. pilosiuscula
  - Vicia sativa var. puberula
  - Vicia sativa var. segetalis
- Vicia scandens
- Vicia scandeus
- Vicia scepusiensis
- Vicia scheuzeri
- Vicia scorpiuroides
  - Vicia scorpiuroides f. oblongifolia
- Vicia segetalis
- Vicia seguenzae
- Vicia selloi
- Vicia semenovii
- Vicia semenowi
- Vicia semicincta
- Vicia semiglabra
- Vicia senanensis
- Vicia sennenii
- Vicia separia
- Vicia sepium L.
  - Vicia sepium subsp. eriocalyx
- Vicia sericea
- Vicia sericella
  - Vicia sericella var. glabrata
- Vicia sericocarpa Fenzl
  - Vicia sericocarpa subsp. mardinica
  - Vicia sericocarpa subsp. microphylla
  - Vicia sericocarpa subsp. mollis
  - Vicia sericocarpa subsp. pseudomollis
  - Vicia sericocarpa subsp. urfae
- Vicia serinica
- Vicia serrata
- Vicia serratifolia Jacq. (trước là V. narbonensis)
- Vicia sessei
- Vicia sessiliflora Clos
- Vicia setidens
- Vicia setifolia Kunth
  - Vicia setifolia var. bonariensis
- Vicia sexajuga
- Vicia sibirica
- Vicia sibthorpii
- Vicia sicula
- Vicia sinaica
- Vicia singarensis
- Vicia sinkiangensis
- Vicia sitchensis
- Vicia smyrnaea
- Vicia sojakii
- Vicia solisi
- Vicia sordida
- Vicia sosnowskyi
- Vicia sparsiflora
- Vicia sparsifolia
- Vicia speciosa
- Vicia splendens
- Vicia spruneri
- Vicia spuria
- Vicia stabiana
- Vicia stenophylla
  - Vicia stenophylla var. martinezii
- Vicia stipulacea
- Vicia striata
- Vicia stricta
- Vicia subbiflora
- Vicia subcuspidata
- Vicia suberviformis
- Vicia subrotunda
- Vicia subserrata
- Vicia subterranea
- Vicia subulata
- Vicia subvillosa
- Vicia sylvatica L. – wood vetch
- Vicia syrtica
- Vicia taipaica
- Vicia talpa
- Vicia tanakae
- Vicia taquetii
- Vicia tenera
- Vicia tenoreana
- Vicia tenorei
- Vicia tenorii
- Vicia tenuifolia Roth.
  - Vicia tenuifolia f. laxiflora
  - Vicia tenuifolia subsp. atroviolacea
  - Vicia tenuifolia subsp. dalmatica (A.Kern.) Greuter (= V. dalmatica, V. tenuifolia sensu auct. non Roth.)
  - Vicia tenuifolia subsp. villosa
- Vicia tenuissima
- Vicia tephrosioides
- Vicia ternata
- Vicia terronii
- Vicia tetragona
- Vicia tetrantha
- Vicia tetrasperma (L.) Schreb.
  - Vicia tetrasperma subsp. eutetrasperma
  - Vicia tetrasperma subsp. pubescens
- Vicia texana
- Vicia thessaia
- Vicia thouini
- Vicia thurberi
- Vicia tibetica
- Vicia tigridis
- Vicia timbali
- Vicia tollenda
- Vicia tomentosa
- Vicia torulosa
- Vicia trichocalyx
- Vicia trichomera
- Vicia tricolor
- Vicia tricuspidata
- Vicia tridentata
- Vicia trifida
- Vicia triflora
- Vicia trifoliata
- Vicia trijuga
- Vicia truncata
  - Vicia truncata var. villosa
- Vicia truncatula
- Vicia tsydenii Malyschev
- Vicia turkestanica
- Vicia ucrainica
- Vicia unguiculata
- Vicia unijuga A. Braun
  - Vicia unijuga f. albiflora
  - Vicia unijuga f. venusta
  - Vicia unijuga subsp. minor
  - Vicia unijuga var. trifoliolata
  - Vicia unijuga var. waldeniana
- Vicia valdiviana
- Vicia vanioti
- Vicia varia
- Vicia variabilis
- Vicia variegata
  - Vicia variegata subsp. bornmuelleri
  - Vicia variegata subsp. himalaica
- Vicia venosa (Willd. ex Link) Maxim.
  - Vicia venosa f. cuspidata
  - Vicia venosa subsp. cuspidata
  - Vicia venosa subsp. stolonifera
  - Vicia venosa subsp. yamanakae
  - Vicia venosa var. glabristyla
  - Vicia venosa var. stolonifera
  - Vicia venosa var. yamanakae
- Vicia venosissima
- Vicia venulosa
- Vicia versicolor
- Vicia vestita
- Vicia vexillaris
- Vicia viciiformis
- Vicia vicina
  - Vicia vicina var. azurea
  - Vicia vicina var. luteiflora
  - Vicia vicina var. pallidiflora
  - Vicia vicina var. tricolor
- Vicia vicioides
- Vicia villaris
- Vicia villosa Roth
  - Vicia villosa lus. rosea
  - Vicia villosa subsp. ambigua
  - Vicia villosa subsp. elegantissima
  - Vicia villosa subsp. eriocarpa
  - Vicia villosa subsp. maniatissa
  - Vicia villosa subsp. monantha
  - Vicia villosa subsp. semicretica
  - Vicia villosa subsp. triflora
  - Vicia villosa subsp. varia
  - Vicia villosa subsp. villosa
  - Vicia villosa var. alba
  - Vicia villosa var. dasycarpa
- Vicia violacea
- Vicia volkensii
- Vicia vulcanica
- Vicia vulgaris
- Vicia washingtonensis
- Vicia willdenowiana
- Vicia woroschilovii
- Vicia wushanica
- Vicia zabelii

## Hình ảnh

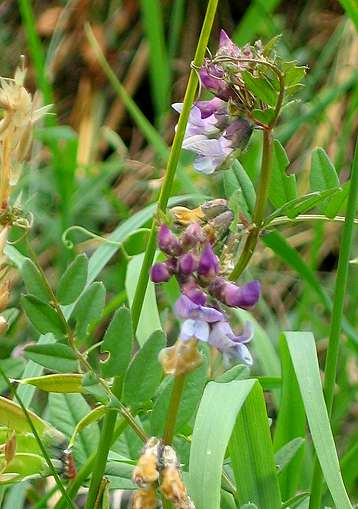
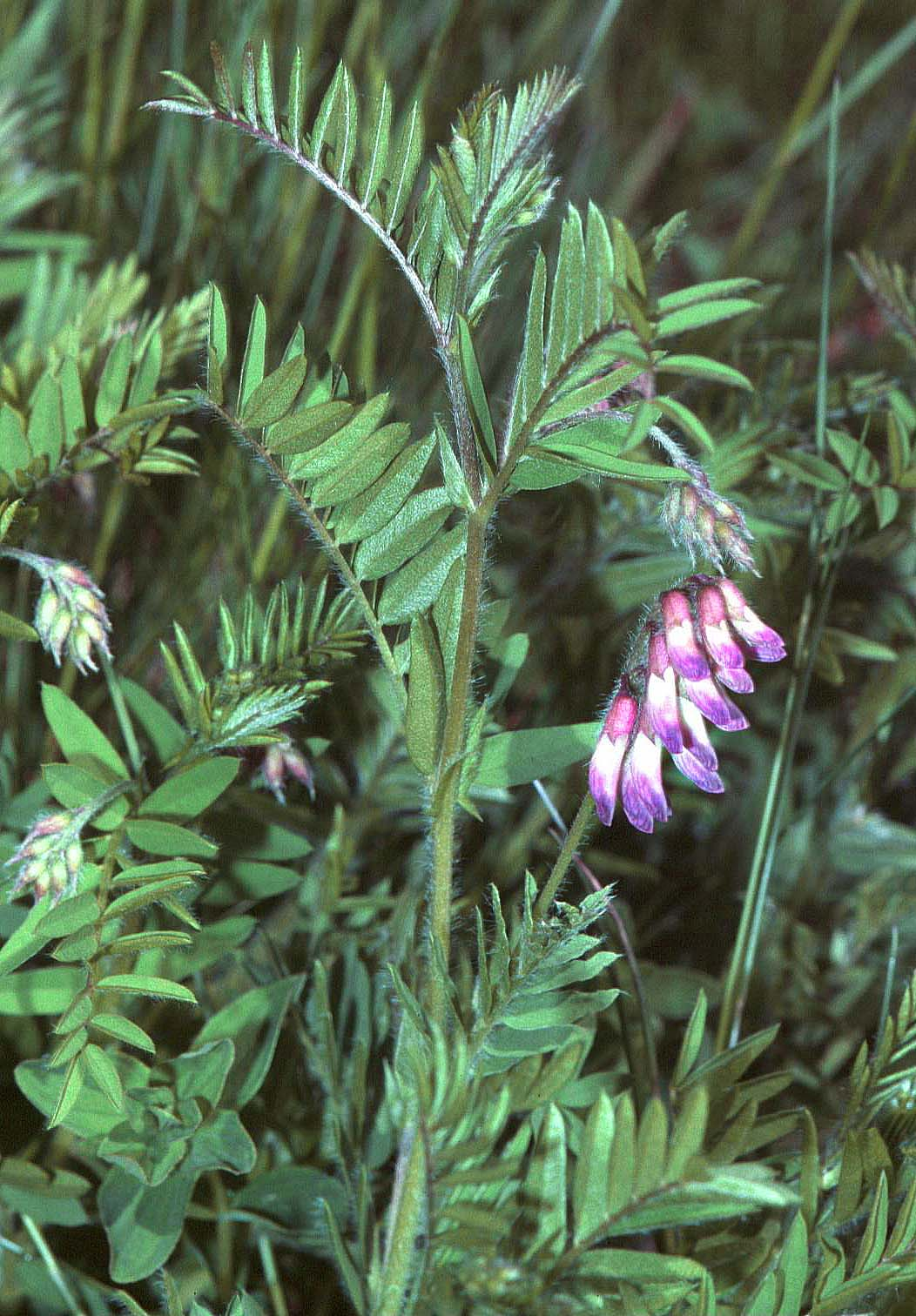
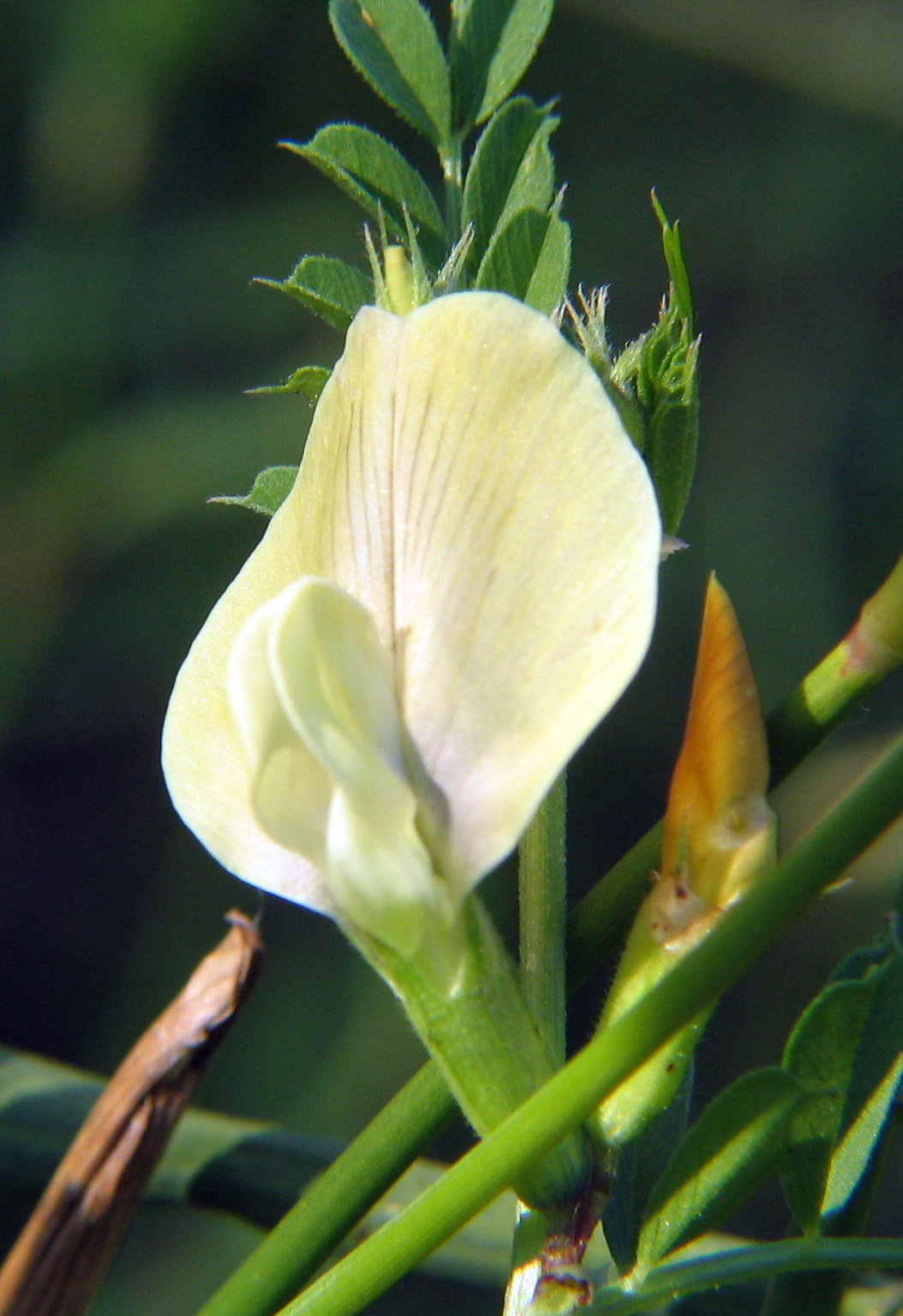
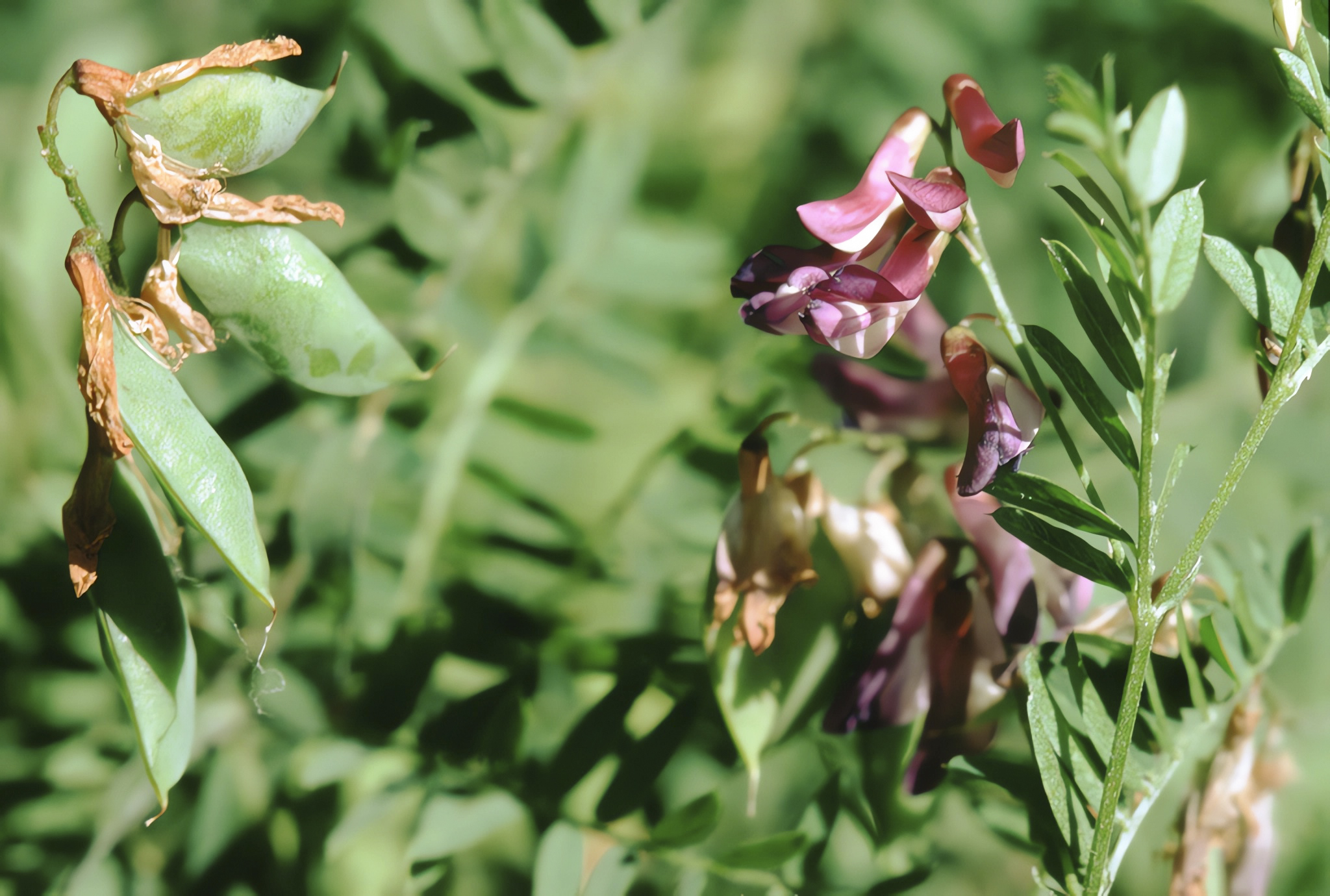
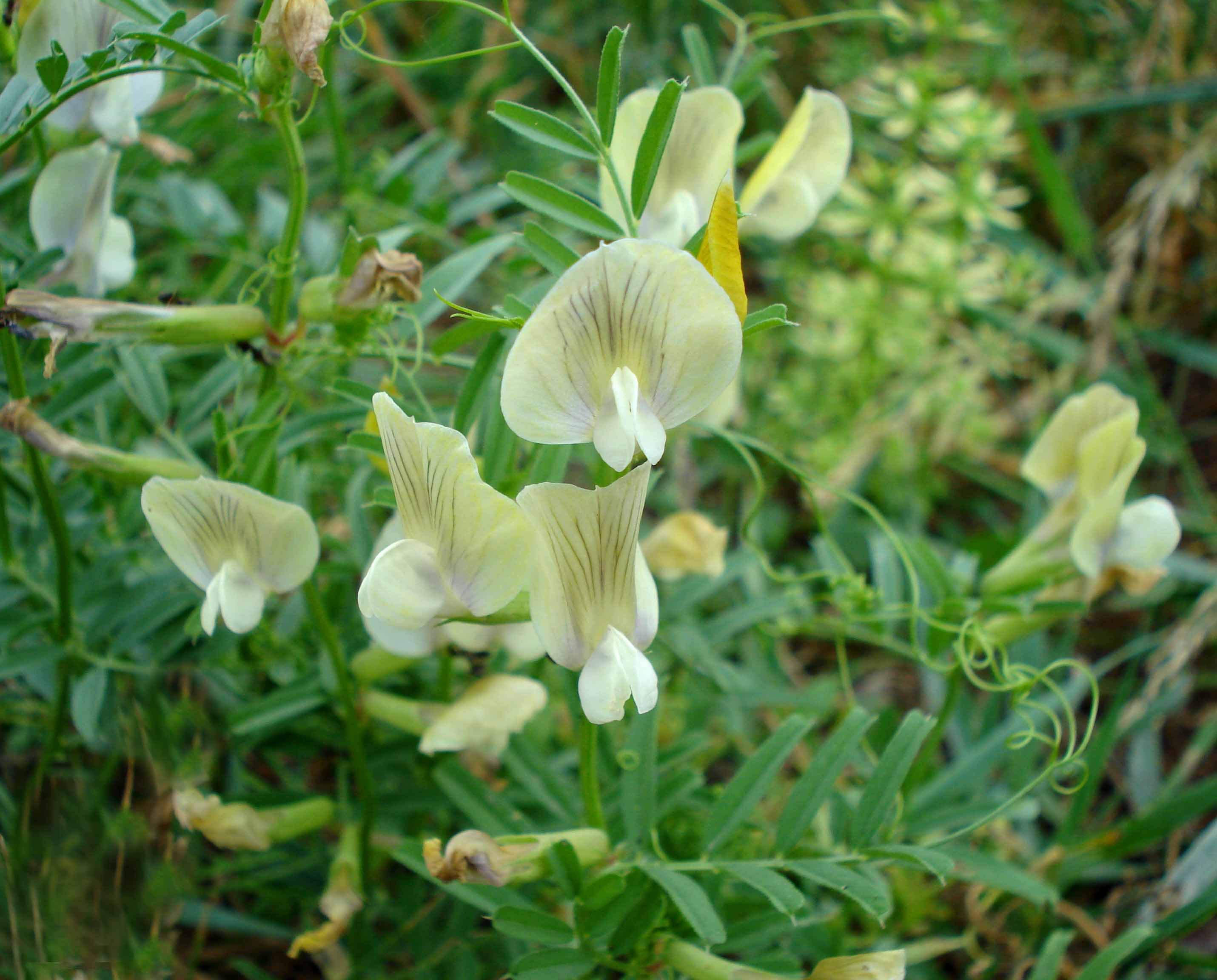
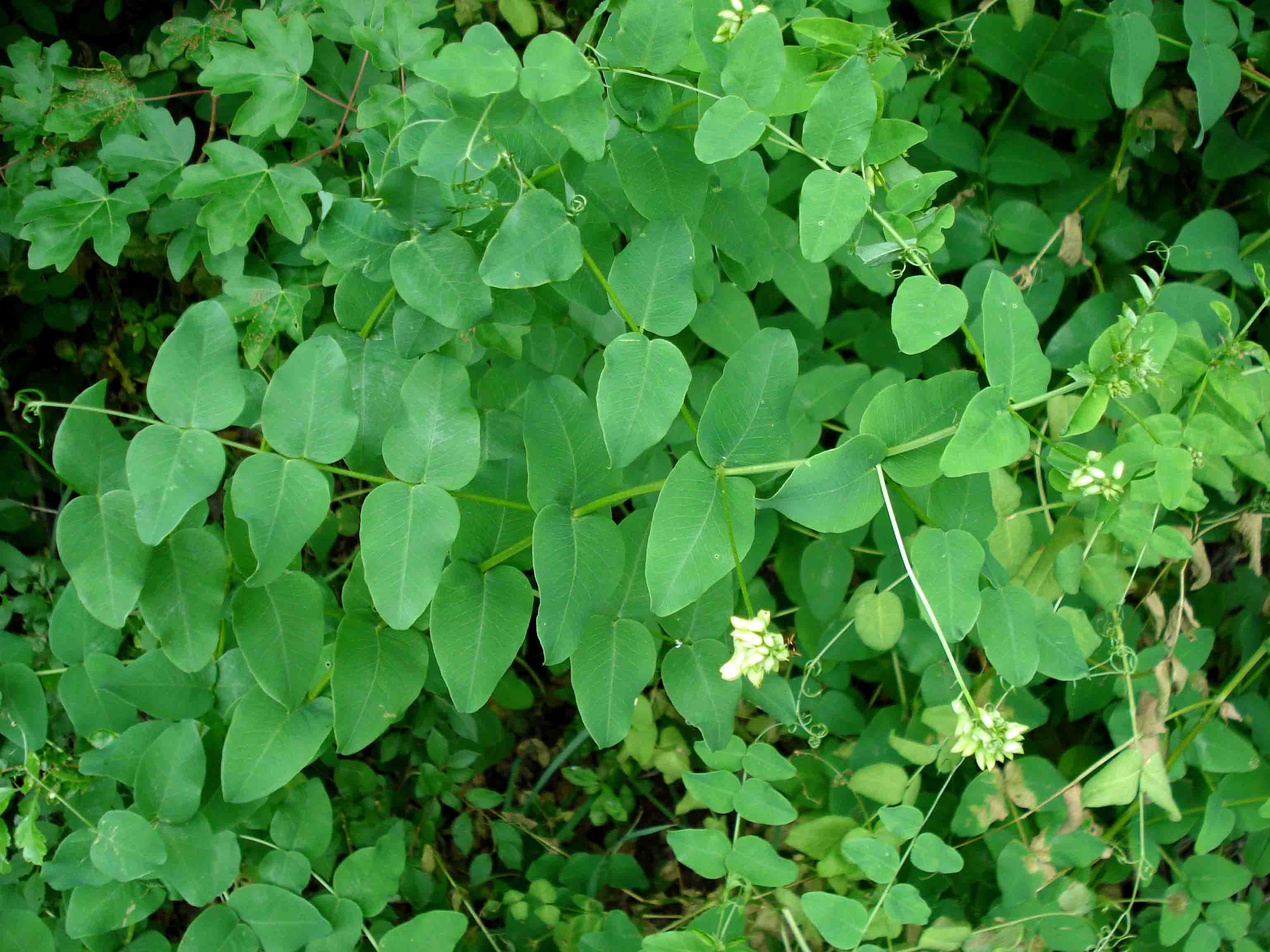
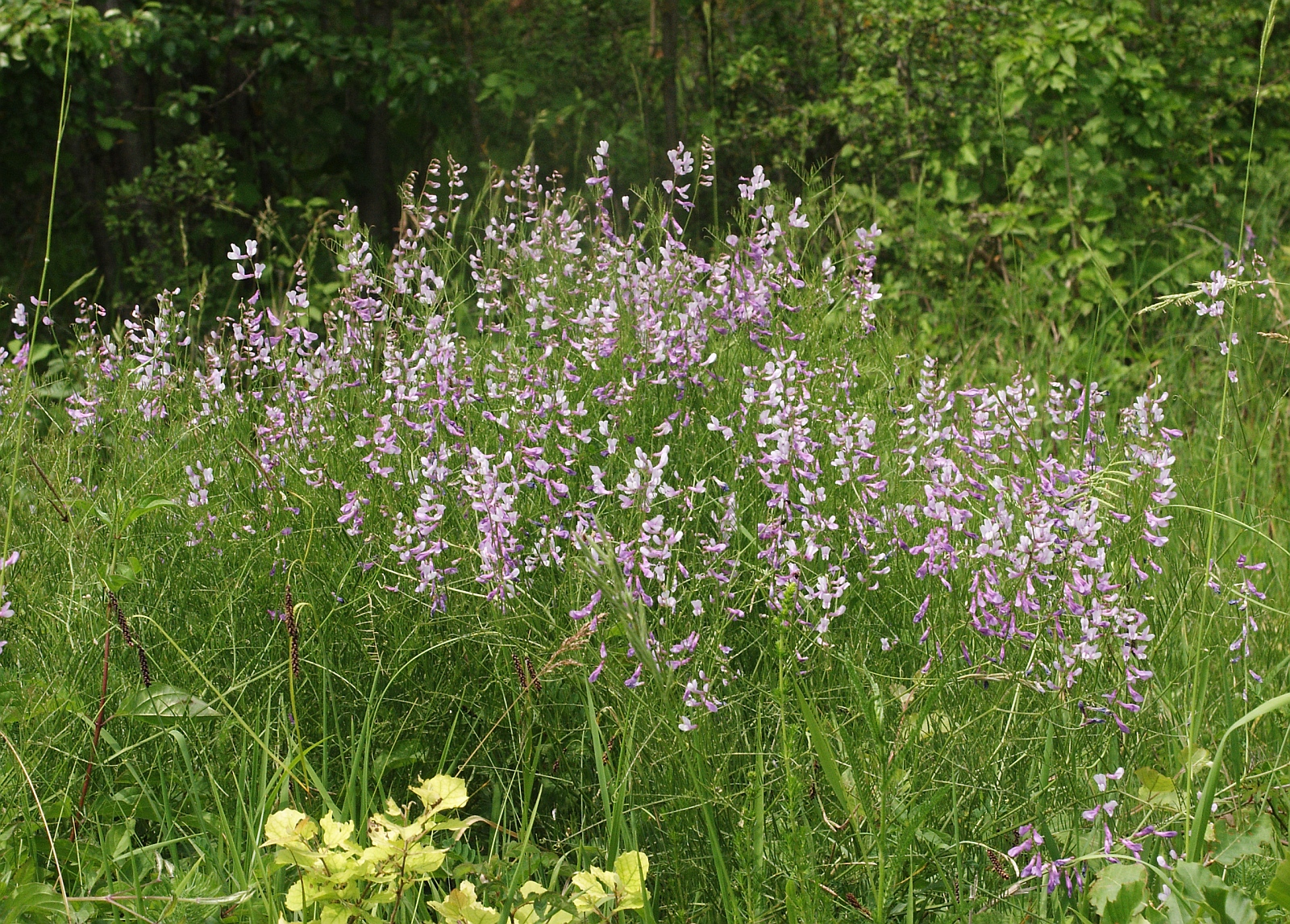